# Tamla Kari
Tamla Kari Cummings (Coventry, 27 de julho de 1988) é uma atriz inglesa. Ela é mais conhecida por suas personagens de Lucy nos filmes The Inbetweeners Movie e The Inbetweeners 2, e Constance Bonacieux em The Musketeers, série de televisão da BBC.

## Biografia
Kari nasceu e foi criada em Coventry. Aos quatro anos começou a aprender a dançar sapateado, dança moderna e ginástica. Além dessas modalidades, também teve aulas de balé, teatro musical e street dance, até os 20 anos de idade.
Enquanto estudava na escola secundária, ela fazia parte do grupo de teatro St Finbarr's Youth Arts, especialista em peças irlandesas. Durante essa época, participou da peça The Wedding, do Belgrade Theatre, em Coventry.

## Carreira
Em Londres, estudou no Drama Centre London. Antes de se formar, em 2011, Kari estreou no filme The Inbetweeners Movie, e mais tarde reprisou seu papel em 2014 em The Inbetweeners 2.
Na televisão, estreou em 2012 na série Being Human, e de 2014 a 2016 fez parte do elenco de The Musketeers.

## Filmografia

### Cinema
| Ano  | Título                 | Papel | Notas |
| ---- | ---------------------- | ----- | ----- |
| 2011 | The Inbetweeners Movie | Lucy  |       |
| 2014 | The Inbetweeners 2     | Lucy  |       |

### Televisão
| Ano       | Título               | Papel               | Notas                                             |
| --------- | -------------------- | ------------------- | ------------------------------------------------- |
| 2012      | Being Human          | Pearl               | 2 episódios:"Being Human 1995" e "Eve of the War" |
| 2012      | Silk                 | Izzy Calvin         | Segunda temporada - episódio 3                    |
| 2012      | Cuckoo               | Rachel Thompson     | 6 episódios                                       |
| 2013      | The Job Lot          | Danielle Fisher     | 6 episódios                                       |
| 2014-2016 | The Musketeers       | Constance Bonacieux | Protagonista                                      |
| 2016      | Young Hyacinth       | Violet              | Filme de televisão                                |
| 2017      | Stan Lee's Lucky Man | Rachel Spikes       | Episódio: "The Trojan Horse"                      |
| 2018      | Vera                 | Hayley Fenton       | Episódio: "Blood and Bone "                       |
| 2018      | Call the Midwife     | Nadine Mulvaney     | 1 episódio                                        |